# Paseo de la Cuba
El paseo de la Cuba es una de las principales arterias de la ciudad española de Albacete. Inaugurado en el siglo XIX, fue el primer gran paseo de la capital.  En su recorrido cuenta con amplias zonas verdes, siendo atravesado por el parque Lineal de Albacete. Su nombre procede de una cuba que había en el lugar antiguamente que abastecía a los trenes de vapor.

## Historia
El paseo de la Cuba se construyó en 1860 con el nombre de paseo Nuevo. Posteriormente recibió su denominación actual debido a una gran cuba que había junto al canal de María Cristina que abastecía de agua a los trenes de vapor. El paseo de la Cuba era por entonces el primer gran paseo de Albacete. Para no entorpecer el paso de los numerosos ciudadanos que circulaban por la calle, sobre todo de la clase alta de la época, se construyó otro de carruajes junto al mismo. 

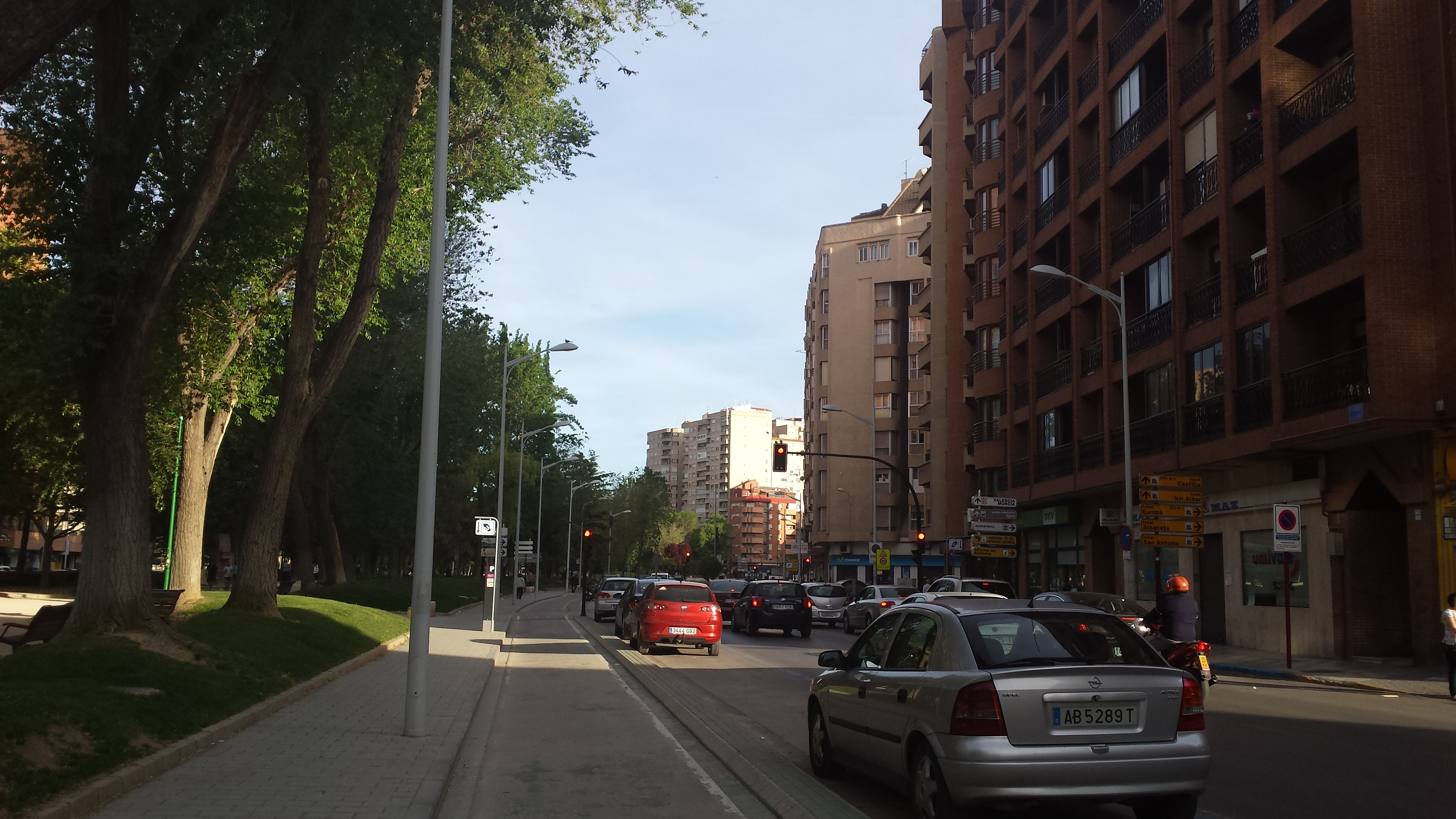
Vista del paseo de la Cuba desde un lateral del parque Lineal. Al fondo (edificios blancos) se observa el barrio de La Pajarita.

En el pasado se ubicaban en la avenida una fábrica de molturación de cereales, que en 1987 sufrió un gran incendio, y la granja escuela. Hoy en día se encuentra la histórica Fábrica de Harinas de Albacete, inaugurada en 1916, año impreso en su fachada, actualmente sede de la Consejería de Hacienda y Administraciones Públicas de la Junta de Comunidades de Castilla-La Mancha. En 1990 se trasladó al paseo de la Cuba una antigua locomotora, la Locomotora Mikado de Albacete, como símbolo de la llegada del ferrocarril a la ciudad en 1855, que supuso un revulsivo para su crecimiento.[cita requerida]
En 1925 se fundó el Albacete Fútbol Club, que se convirtió en el equipo más potente de la ciudad y cuyos encuentros se disputaban en un campo situado en el actual paseo de la Cuba.
El paseo de la Cuba ha sido en varias ocasiones meta de la Vuelta a España, las últimas en 2014 y 2021.

## Lugares de interés

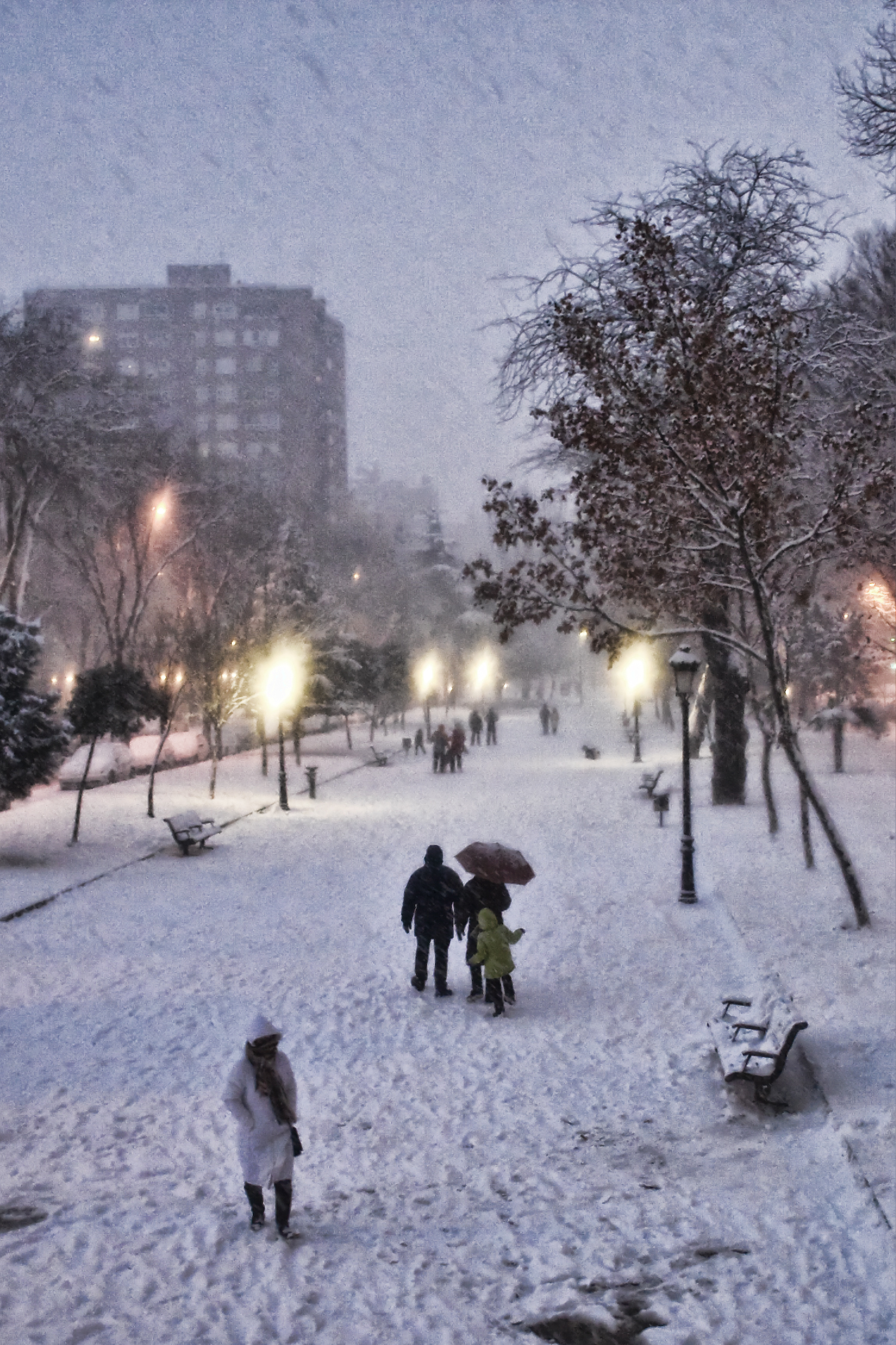
El paseo de la Cuba nevado

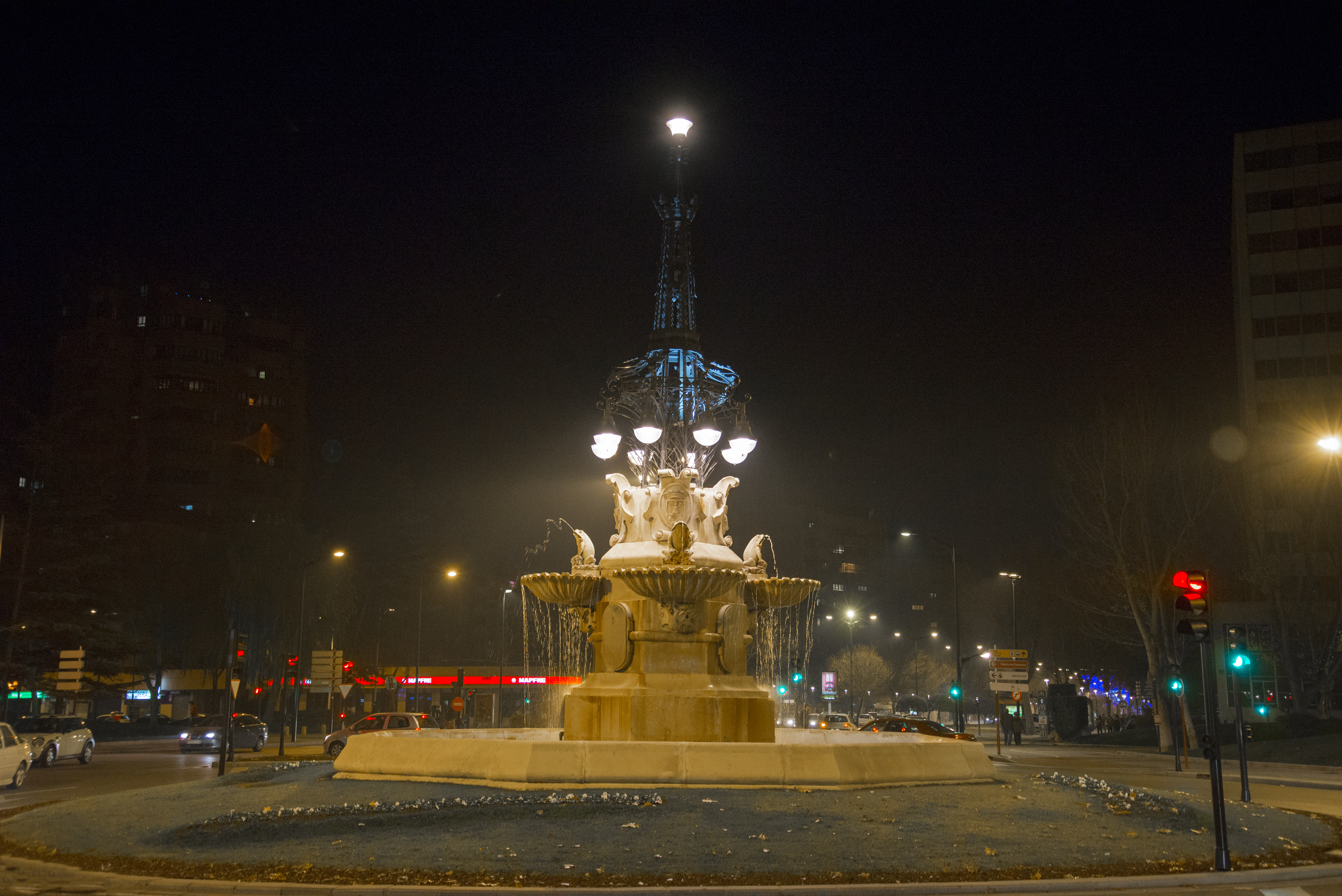
Vista nocturna de la fuente de las Ranas en el comienzo del paseo de la Cuba

En el paseo de la Cuba se encuentran múltiples lugares turísticos de la ciudad de Albacete como la fuente de las Ranas, cuyo nombre procede de las ranas que la adornan, que contiene una farola forjada en hierro dulce de 1400 kg, 6,75 metros de altura y un diámetro de 3,40 metros, de forma octogonal, realizada por el orfebre José Enrique Melero, recuperando de esta manera el estado original con el que se construyó en 1916; la Fábrica de Harinas, sede de la Consejería de Hacienda y Administraciones Públicas de la Junta de Comunidades de Castilla-La Mancha; El Sembrador, escultura creada por el artista Antonio Navarro forjada en hierro,[cita requerida] o el parque Lineal, en el que a lo largo de su recorrido por la vía se ubican una gran fuente frente a la Fábrica de Harinas, la Locomotora Mikado,[cita requerida] un templete o el Paseo de los Planetas –recreación del sistema solar–.

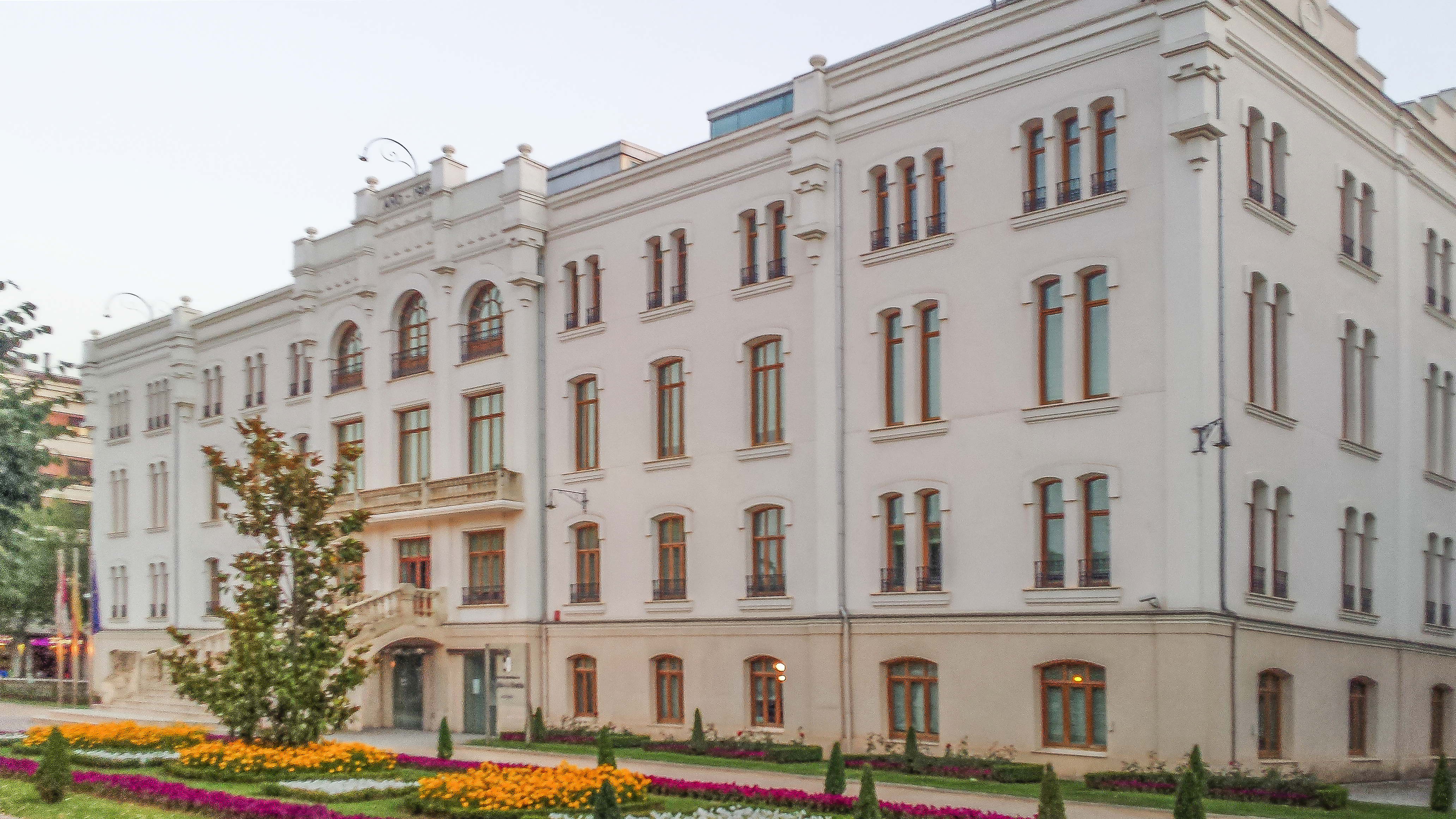
Fábrica de Harinas de Albacete, histórico inmueble proyectado por la casa suiza Daverio Henrici & Cia

Otros lugares de interés que se encuentran a lo largo del paseo de la Cuba son el complejo deportivo Paseo de la Cuba, inaugurado en 1991, que cuenta con una piscina de verano, un campo de fútbol de césped artificial (campo de fútbol Ginés Meléndez) y tres pistas de pádel; la sede de la Confederación de Empresarios de Albacete (FEDA), la organización que representa a los empresarios de la provincia de Albacete desde su fundación en 1977, con más de 15 000 empresas asociadas y más de 100 asociaciones sectoriales, cuyo moderno edificio ha sido objeto de estudio en numerosas publicaciones por su eficiencia y novedosas características; el Organismo de Gestión Tributaria Provincial de Albacete, dependiente de la Diputación de Albacete; la sede del periódico La Tribuna de Albacete, fundado en 1984, perteneciente al Grupo Promecal; dos gasolineras, de Repsol y Cepsa; los institutos de educación secundaria Universidad Laboral, Don Bosco y parque Lineal; una pista de skate situada en el parque Lineal;[cita requerida] la residencia de mayores Paseo de la Cuba, dependiente de la Junta de Comunidades de Castilla-La Mancha; y la Casa del Deporte de Albacete, en donde se concentran numerosas federaciones deportivas de Castilla-La Mancha.

## Galería de imágenes

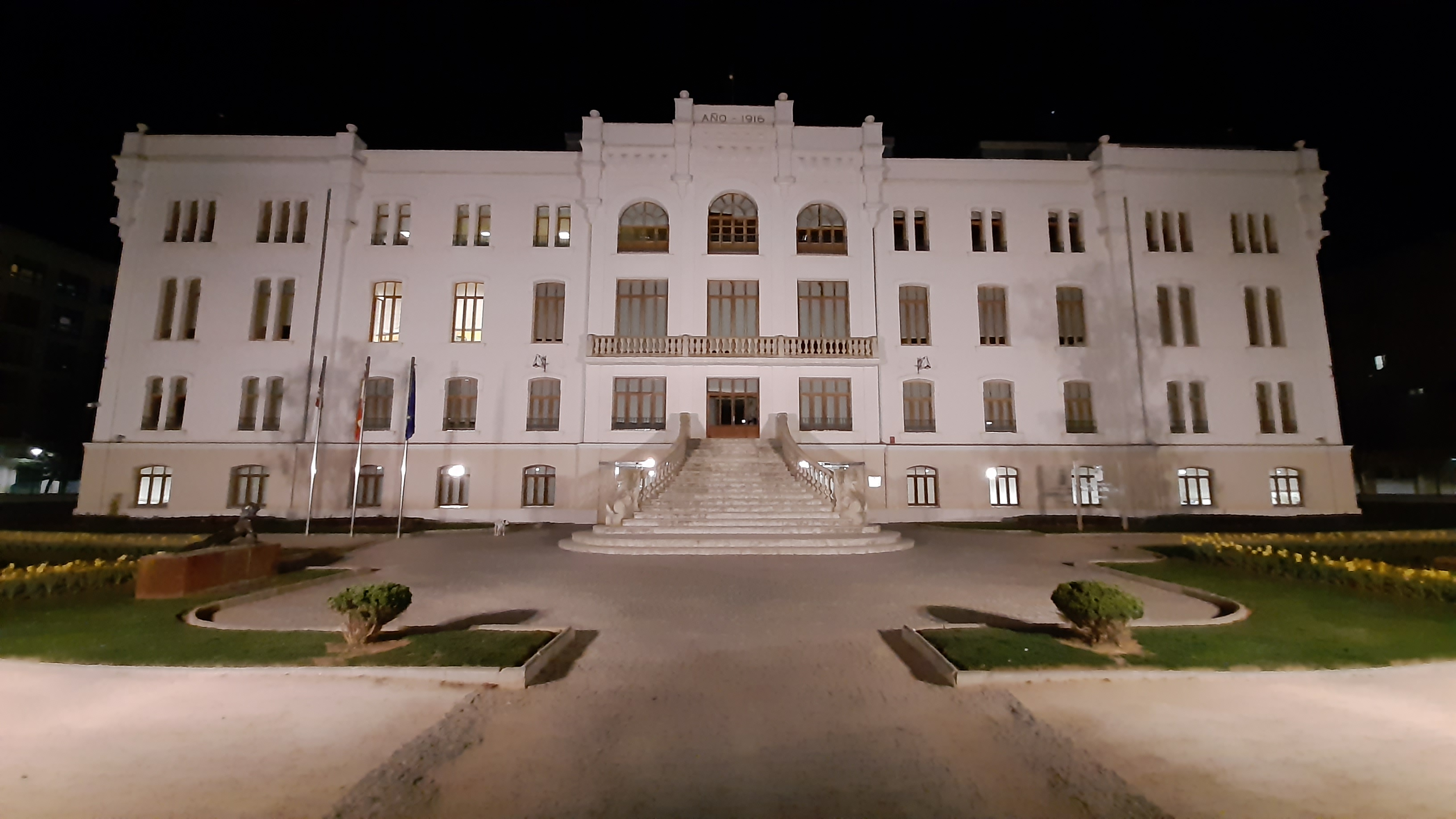
Histórica Fábrica de Harinas de Albacete, sede de la Consejería de Hacienda y Administraciones Públicas de la JCCM
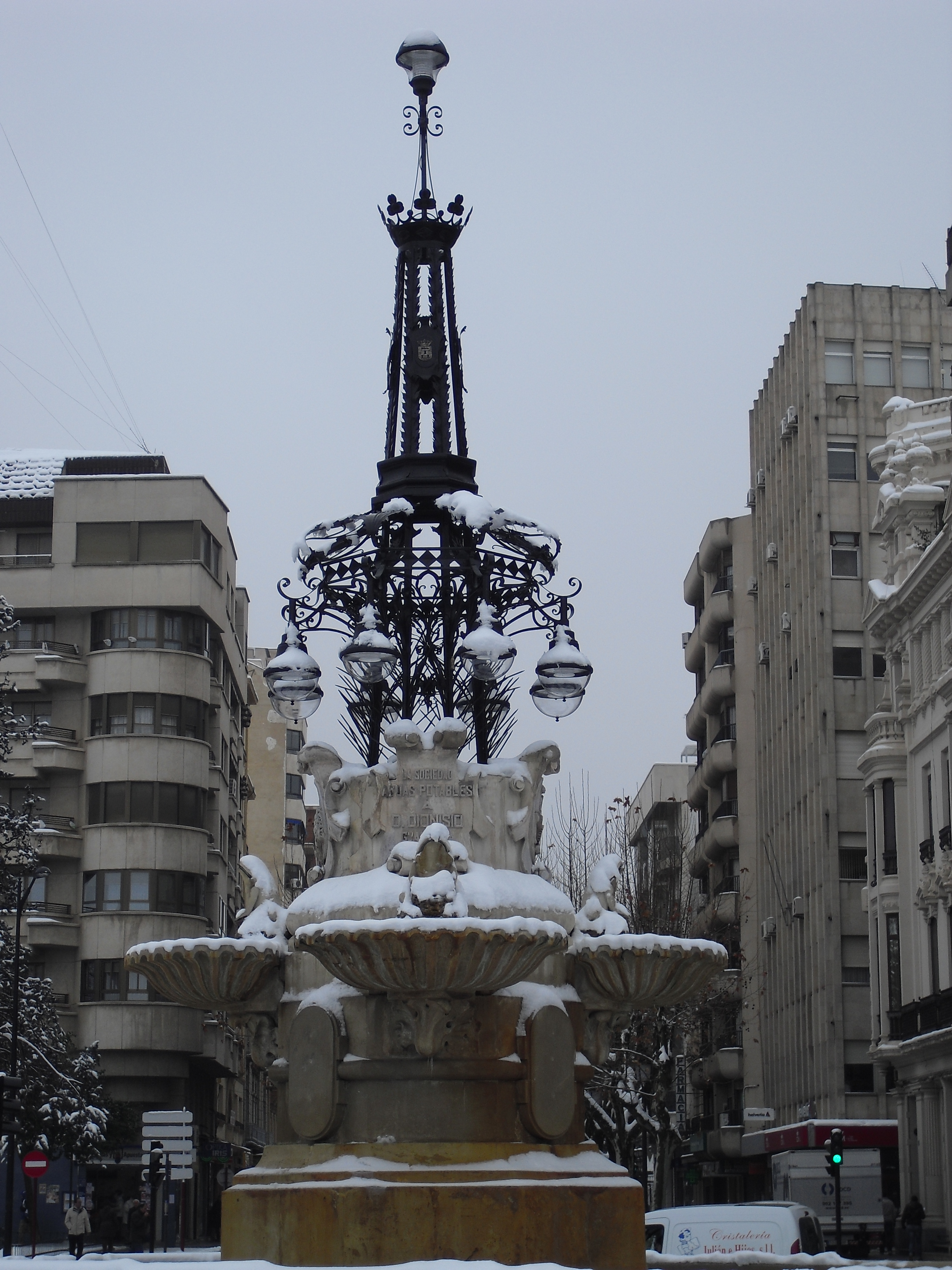
Fuente de las Ranas
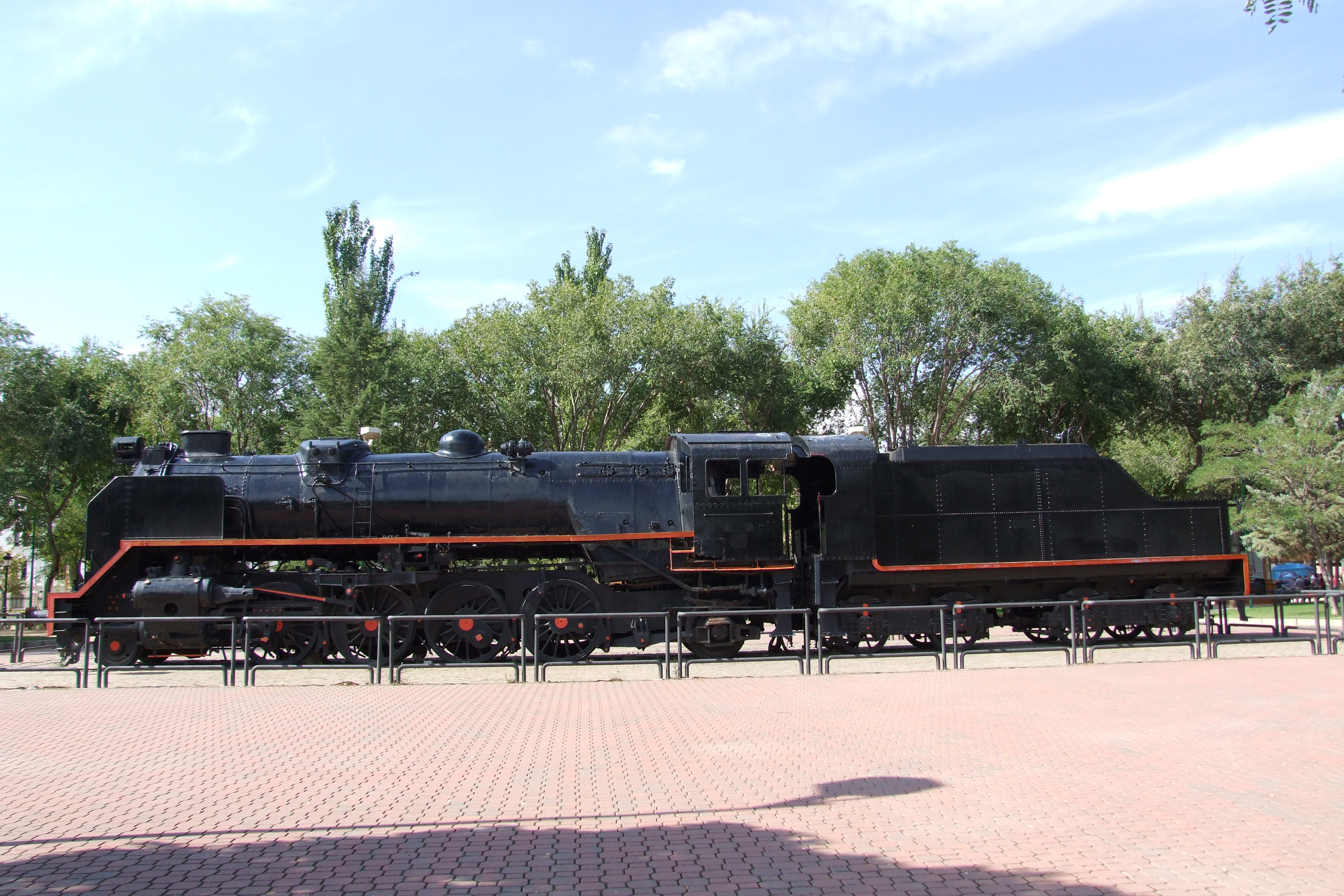
La llegada del ferrocarril en 1855 fue un revulsivo para el crecimiento de la ciudad. En la imagen, Locomotora Mikado de Albacete situada en el parque Lineal.
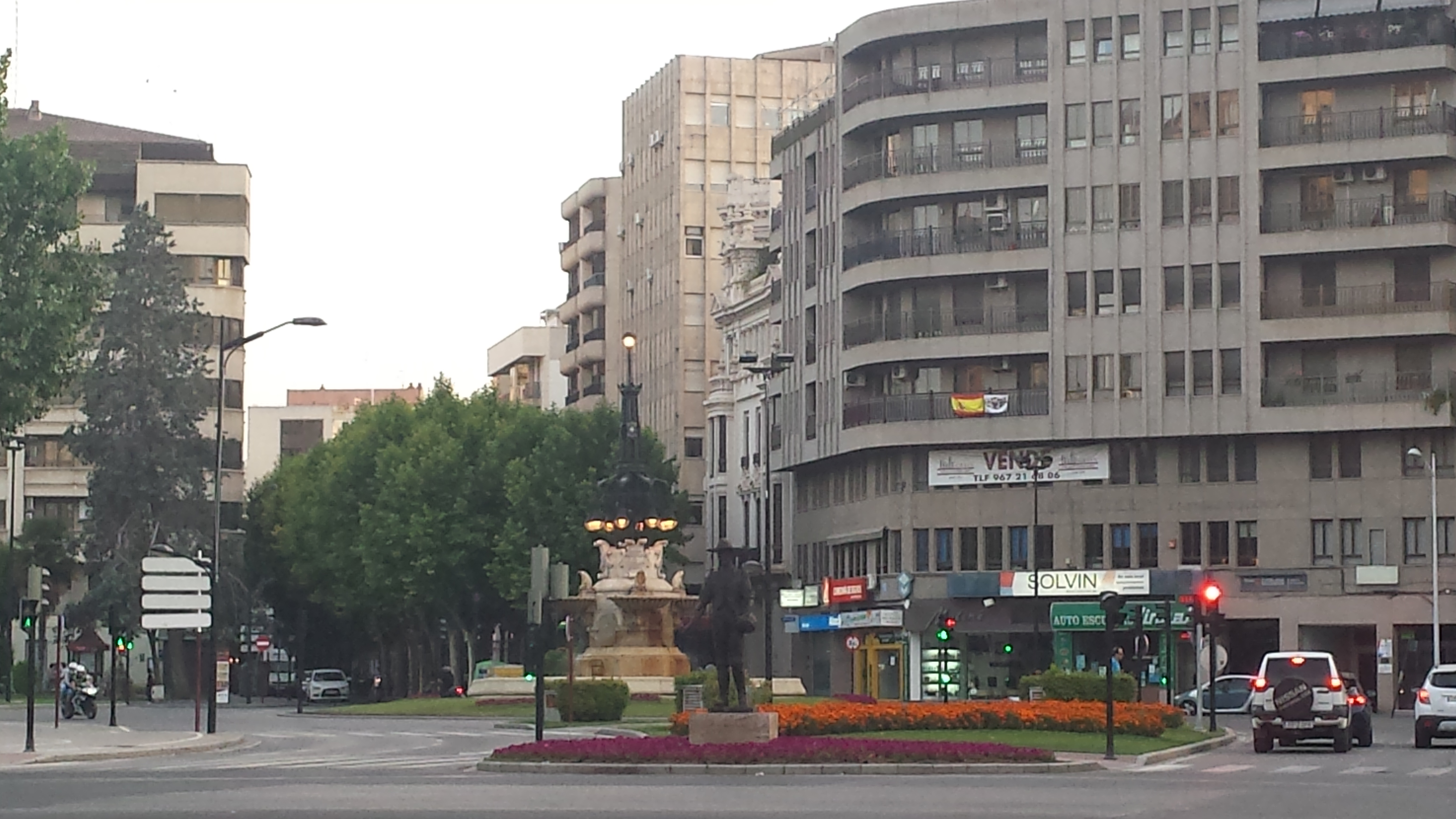
Vista general de El Sembrador y la fuente de las Ranas
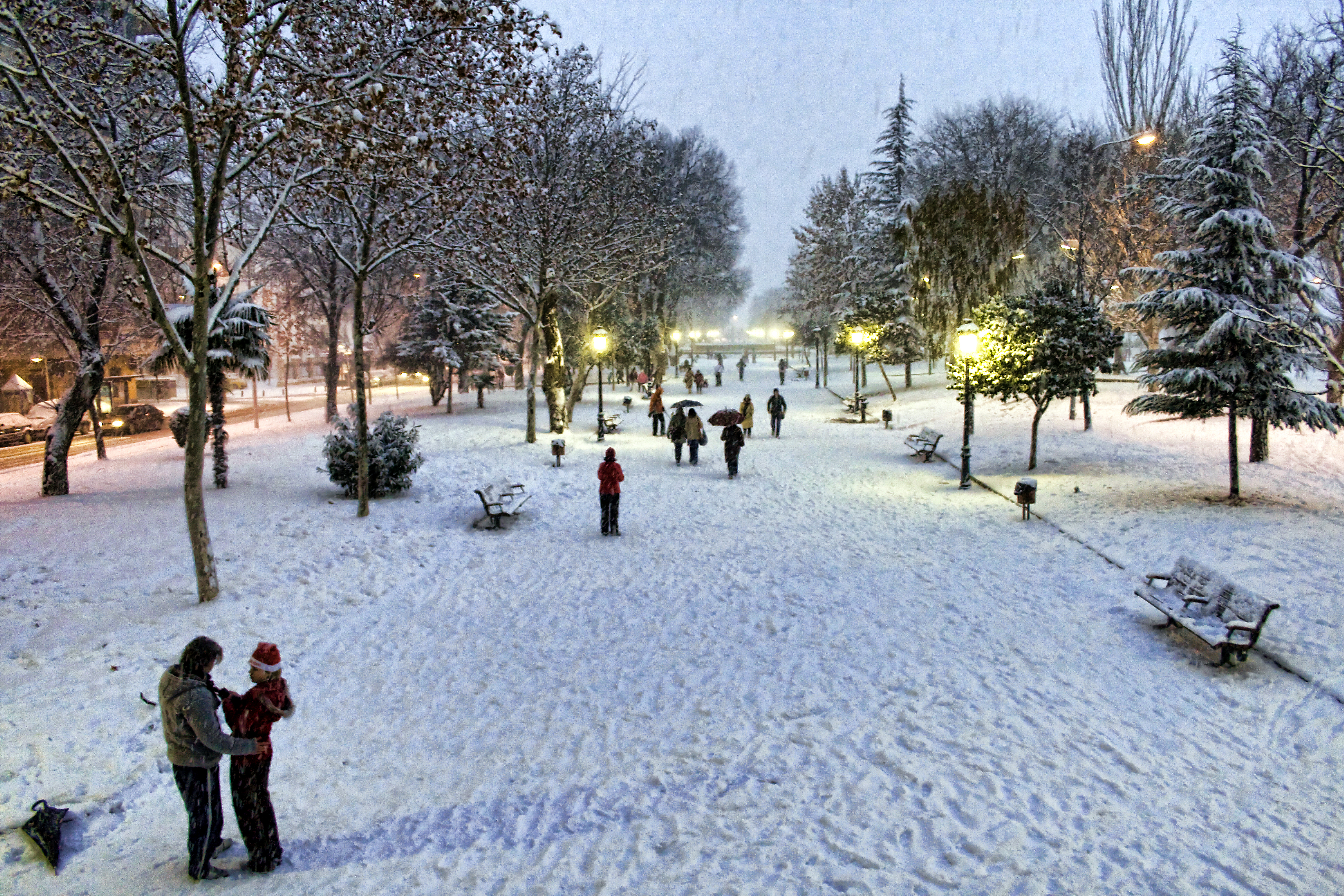
El paseo de la nieve